# Hanmanhalli, Koppal
Hanmanhalli là một làng thuộc tehsil Koppal, huyện Koppal, bang Karnataka, Ấn Độ.